# Didymozoum triseriale
Didymozoum triseriale is een mosdiertjessoort uit de familie van de Farciminariidae. De wetenschappelijke naam van de soort is voor het eerst geldig gepubliceerd in 1900 door Philipps.